# ブーゲンビル革命軍
ブーゲンビル革命軍（英語: Bougainville Revolutionary Army, BRA）は、パプアニューギニアからの独立を求めるブーゲンビル州の先住民たちによって、1988年に結成された軍事組織。
BRAの指導者たちは、ブーゲンビル州は民族的にはソロモン諸島の一部であると論じ、州内で展開されていた大規模な鉱業は地元に利益をもたらしていないと主張した。1989年、BRAの指導者たちはパプアニューギニアからのブーゲンビルの独立を宣言し、ブーゲンビル暫定政府（英語: Bougainville Interim Government, BIG）を樹立した。この結果、BRAと、オーストラリアの支援を受けたパプアニューギニア政府軍との間で、戦闘が激化していった。
1991年1月、ホニアラ宣言（英語: Honiara Declaration）は、対立する両軍が停戦に合意したものであった。しかし、停戦は程なくして破れ、戦闘は継続した。1997年、国民会議党（the National Congress Party）のビル・スケート（Bill Skate）がパプアニューギニアの首相に選出され、ブーゲンビル紛争の平和的解決を最優先の課題とすることを公約した。これを契機に停戦協定が結ばれ、平和とブーゲンビルの自治に向けた動きが始まった。この結果、指導者の一部は暫定政府側に関与を続けているものの、BRAが戦闘に積極的に関わることはなくなった。
自分たちの州を環境破壊から救い、独立を達成しようとした先住民たちの闘争は、1999年に制作されたテレビ・ドキュメンタリー『The Coconut Revolution』に記録されている。